# آناتولی عیسی‌اف
آناتولی عیسی‌اف (روسی: Анатолий Константинович Исаев؛ ۱۴ ژوئیهٔ ۱۹۳۲ – ۱۰ ژوئیهٔ ۲۰۱۶) بازیکن و مربی فوتبال اهل اتحاد جماهیر سوسیالیستی شوروی بود.
وی همچنین برندهٔ جوایزی همچون نشان دوستی شده‌است.
از باشگاه‌هایی که در آن بازی کرده‌است می‌توان به باشگاه فوتبال اسپارتاک مسکو اشاره کرد. وی به‌همراه تیم ملی فوتبال شوروی به مقام قهرمانی فوتبال در بازی‌های المپیک تابستانی ۱۹۵۶ دست پیدا کرده‌است.